# 普迪
普迪（法語：Poudis）是法国南部-比利牛斯大区 塔恩省的一个市镇，属于卡斯特尔区 皮伊洛朗县。该市镇2009年时的人口 为259人。

## 人口
普迪人口变化图示
| 数据来源：INSEE |